# Futian (sockenhuvudort i Kina, Jiangxi Sheng, lat 29,27, long 114,96)
Futian är en sockenhuvudort i Kina. Den ligger i provinsen Jiangxi, i den sydöstra delen av landet, omkring 110 kilometer nordväst om provinshuvudstaden Nanchang. Antalet invånare är 11 514. Befolkningen består av 5 500 kvinnor och 6 014 män. Barn under 15 år utgör 17,0 %, vuxna 15-64 år 73 %, och äldre över 65 år 9,0 %.
Runt Futian är det ganska tätbefolkat, med 93 invånare per kvadratkilometer. Närmaste större samhälle är Xinning, 13,8 km öster om Futian. I omgivningarna runt Futian växer i huvudsak blandskog.
Genomsnittlig årsnederbörd är 2 252 millimeter. Den regnigaste månaden är maj, med i genomsnitt 345 mm nederbörd, och den torraste är januari, med 52 mm nederbörd.